# Мишенин, Вячеслав Анатольевич
Вячеслав Анатольевич Мишенин (1 января 1966, Свердловск — 21 мая 2016, Мытищи, Московская область) — советский и российский хоккеист, защитник. Мастер спорта СССР. Тренер.

## Биография
Воспитанник свердловской школы «Спартаковец», тренеры Валерий Зобнин и Герман Чумачек.
Начинал играть в сезоне 1983/84 в команде второй лиги «Луч» Свердловск. В сезонах 1987/88 — 1991/92, 1994/95, 1998/99 выступал за свердловский — екатеринбургский клуб «Автомобилист» / «Динамо-Энергия». Также выступал за команды «Рубин» Тюмень (1992/93 — 1993/94), «Металлург» Магнитогорск (1992/93), «Кедр» Новоуральск (1995/96), «Нефтехимик» Нижнекамск (1996/97), «Металлург» Новокузнецк (1997/98) РТИ (1999/2000), «Южный Екатеринбург» (2001/02).
Работал тренером в школах московских «Орбита» (2004/05 — 2005/06), «Созвездие» (2005/06 — 2007/08), в СДЮСШОР «Атлант» Мытищи с 2007 года.
Скоропостижно скончался 21 мая 2016 года на 51-м году жизни.
Сын Дмитрий (род. 1991) — хоккеист, тренер.